# Яхонт (клипер)
«Яхонт» (рус. дореф. Яхонтъ) — деревянный парусно-винтовой клипер I ранга Российского императорского флота. Принадлежал к 3-й серии клиперов, построенных в 1862—1863 годах по типу клипера «Алмаз». Служил на Балтийском флоте. Приказом № 175 от 11 июня 1867 года «Яхонт» переклассфицирован из I ранга во II ранг. 7 ноября 1881 года исключён из списков кораблей Российского императорского флота и продан на слом.

## Проект
Проект клиперов был разработан в рамках выполнения судостроительной программы 1857 года в Морском ведомстве России под руководством Н. П. Козлова и А. А. Иващенко. Общее техническое руководство проекта осуществил член Пароходного комитета капитан 2-го ранга И. А. Шестаков, непосредственное руководство при исполнении проекта было поручено А. А. Попову. По этому проекту, с доработками, было построено четыре серии клиперов: в 1855—1857 годах шесть клиперов типа «Разбойник»; в 1859—1862 годах три типа «Гайдамак»; в 1860—1863 годах четыре типа «Алмаз»; в 1875—1880 годах восемь типа «Крейсер».
Корабли предназначались для крейсирования на океанских коммуникациях противника при начале возможных боевых действий. Эта идея принадлежала И. А. Шестакову, и она была поддержана великим князем Константином Николаевичем.

## Строительство
Клипер построен на Охтинской верфи в Санкт-Петербурге. 30 октября 1860 года его зачислили в списки. Официальная церемония закладки прошла 2 августа 1861 года. Строителем назначен Корпуса корабельных инженеров штабс-капитан Свистовский. 6 октября 1862 года клипер был спущен на воду. «Яхонт» стал последним крупным военным кораблём, спущенным на воду на этой верфи (после, на этой верфи было построено только несколько канонерских лодок и портовых судов).
На ходовых испытаниях «Яхонт» дал 12 узлов при 1200 индикаторных л. с.

## Конструкция

### Корпус
Корпус был выстроен из курляндского, польского и казанского дуба с элементами тика, красного дерева, лиственницы и сосны. Скрепления в подводной части были медными, а в надводной — железными. Стоимость клипера без главных механизмов составила 358 423 рублей. Размерения клиперов типа «Алмаз» были одинаковыми: длина 73,15 метра (240 футов), ширина 9,14 метра (30 футов), 1585 тонн полного водоизмещения, осадка 4 метра носом и 4,7 метра кормой.

### Главные механизмы
Паровая машина в 350 номинальных л. с. была заказана в Бельгии на заводе Коккериль за 157 274 рублей 50 копеек.
Движителем являлись паруса или 1 винт в подъёмной раме. Скорость под парами достигала до 12 узлов, а под парусами до 10 узлов.

### Вооружение
«Яхонт» первоначально имел три 60-фунтовые пушки № 1 и четыре 8-фунтовые нарезные пушки заряжаемые с дула.
С 1871 года: две 6-дюймовые пушки образца 1867 года, одна 60-фунтовая пушка № 1 и одна 4-фунтовая нарезная пушка.

## Служба
«Яхонт» был зачислен в 4-й флотский экипаж. 29 июля 1863 года на должность командира клипера назначен капитан-лейтенант В. Н. Брылкин.
В 1864 году «Яхонт» в составе отряда («Яхонт», «Изумруд», «Штандарт», «Славянка», «Королева Виктория», «Забава») под флагом контр-адмирала К. Н. Посьета сопровождал фрегат «Светлана» с великими князьями и свитой в плавании в Ревель, Ригу, Стокгольм, Карлскрун, Любек и другие порты Балтийского моря. В августе этого же года в Финском заливе клипер «Всадник» сел на мель. 28 августа ему на выручку были отправлены корабли под командованием И. Н. Изыльметьева «Яхонт» и «Изумруд», а 30 числа «Светлана». На следующий день подошёл «Громобой». 1 сентября «Всадник» был успешно снят силами двух клиперов и фрегата и отправлен под буксиром «Жемчуга» в Кронштадт.
27 марта 1866 года на должность командира был назначен капитан-лейтенант Н. И. Казнаков. 25 мая 1866 года отряд кораблей («Светлана», «Яхонт» и пароход РАК «Император Николай I») вышли с Кронштадтского рейда, сопровождая в практическое плавание в Атлантический океан фрегат «Ослябя» и корвет «Витязь» под флагом контр-адмирала К. Н. Посьета «для приобретения морской практики великим князем Алексеем Александровичем». 27 мая «Яхонт» получил назначение и покинул отряд.
В июле 1866 года русская эскадра под командованием контр-адмирала Лихачёва (броненосная батарея «Не тронь меня», броненосный фрегат «Севастополь», фрегат «Дмитрий Донской», пароходо-фрегат «Храбрый», пароходо-фрегат «Владимир», клипер «Яхонт», двухбашенная лодка «Смерч» и четыре монитора) были отправлены в Гельсингфорс для встречи американских кораблей монитора «Miantonomoh» и парохода «Ogasta» под командованием помощника секретаря Морского министра САСШ капитана Г. Ф. Фокса, на которых прибыло новое американское посольство. Встретив в Гельсингфорсе, русская эскадра проводила их до Большого Кронштадтского рейда.
В 1867 году «Яхонт» и «Всадник» обеспечивали на Транзундском рейде эволюции броненосной эскадры Балтийского флота. 22 апреля 1868 года командовать клипером назначен капитан-лейтенант граф К. Ф. Литке.

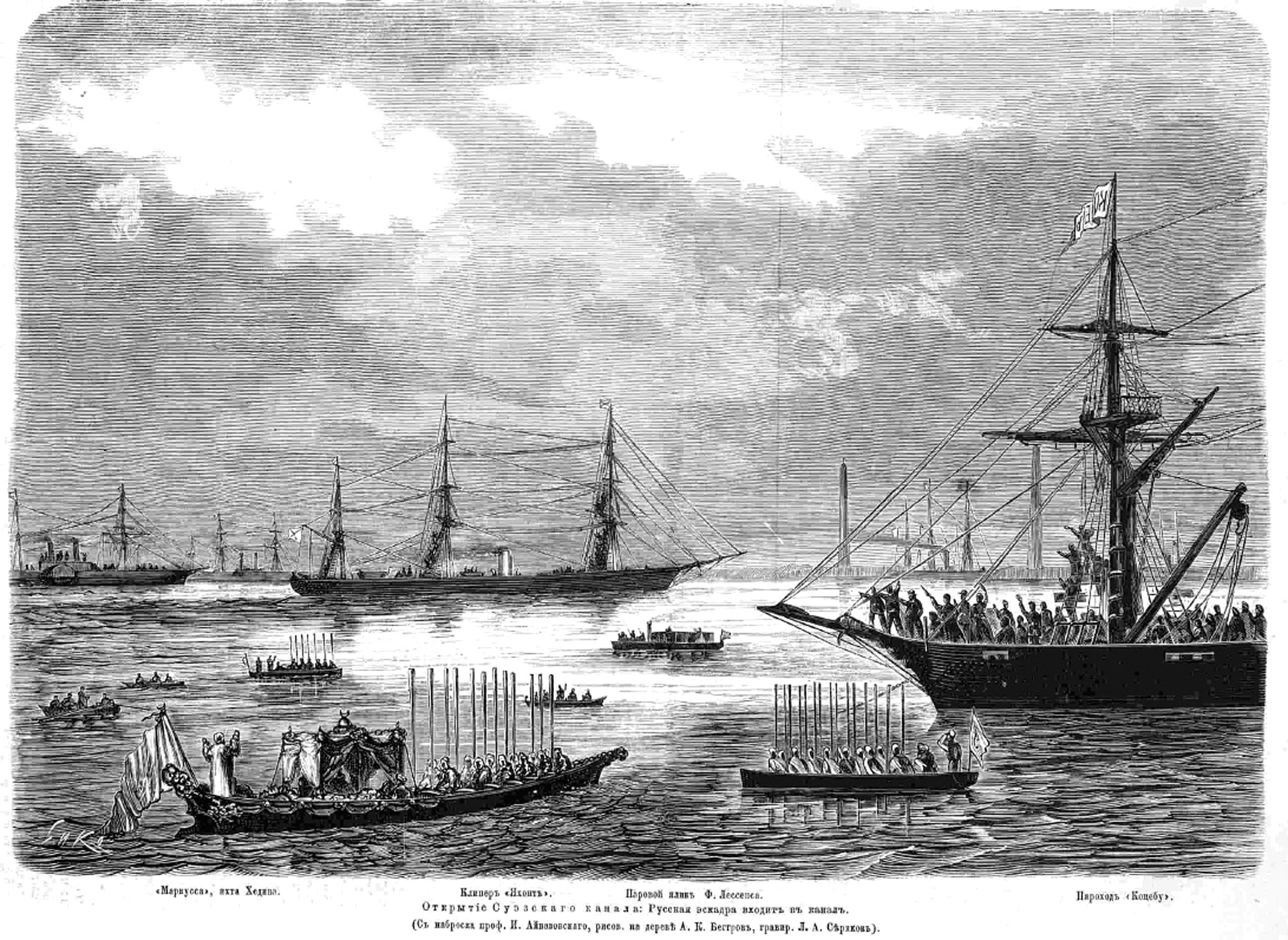
Клипер «Яхонт» и пароход «Генерал Коцебу» на открытии Суэцкого канала, 17 ноября 1869 года

В 1869—1971 годах «Яхонт» под флагом старшего флагмана Балтийского флота контр-адмирала Г. И. Бутакова плавал в Балтийском и Средиземном морях. 5 ноября 1869 года «Яхонт» и черноморская военная шхуна «Псезуапе» прибыли в Порт-Саид для принятия участия в церемонии открытия Суэцкого канала. «Яхонт» доставил русского посла в Константинополе генерала Н. П. Игнатьева для встречи с императрицей Евгенией и известного писателя В. А. Соллогуба. На внутреннем рейде Порт-Саида уже находились два русских судна «Генерал Коцебу» и «Владимир» на которых прибыли директор-распорядитель Русского общества пароходства и торговли (РОПиТ) Н. М. Чихачев, Н. Н. Сущев, секретарь «Общества для содействия русской промышленности и торговли» и журналист К. А. Скальковский, художник И. К. Айвазовский, американский генерал Банко в сопровождении секретаря нью-йоркской торговой палаты Эплтона. 17 ноября 1869 года в 8 часов 15 минут утра суда начали торжественный проход по каналу. Первой шла яхта «Эгль», за ней шли суда различных держав, всего 48. Пятым судном, вошедшим в канал, стал русский клипер «Яхонт». Караван то и дело останавливался, а гостям давали обеды и балы в прибрежных городах. Около города Исмаилия на мель сел пароход «Пелузий» на котором следовала администрация канала, что задержало караван. «Яхонту» также пришлось выйти из каравана, а Н. П. Игнатьеву пересесть на шхуну «Псезуапе», так как глубины были вдвое мельче 8 метров, а клипер имел большую осадку и не мог двигаться дальше. Только 20 ноября яхта «Эгль» достигла Красного моря, а вслед за ней и другие суда, оставшиеся в караване.
В Пирее 21 апреля 1870 года во время салютного выстрела, матрос Дмитрий Поташёв был выброшен за борт и через 2 часа он умер от ожогов. Далее в 1870 году «Яхонт» прошёл перевооружение: были заменены две 60-фунтовые пушки на две 6-дюймовые образца 1867 года, а одна 60-фунтовая пушка № 1 и четыре дульнозарядные 8-фунтовые нарезные пушки оставили. 21 декабря 1871 года командовать клипером назначен капитан-лейтенант Батурин.
В 1874 году капитан-лейтенант Батурин сложил обязанности командира «Яхонта», а сам клипер был сдан к Кронштадтскому порту. В 1875 году «Яхонт» был освидетельствован и признан благонадёжным к плаванию во внутренних водах, командиром назначен капитан 1-го ранга П. А. Курош. Приказом Его императорского высочества генерал-адмирала № 120 от 7 октября 1878 года числящаяся по спискам судов флота миноноска «Корюшка» была приписана к клиперу «Яхонт».
10 марта 1879 года клипер был сдан к Кронштадтскому порту. «Яхонт» исключён из списков судов флота приказом № 107 от 7 ноября 1881 года и продан на слом.

## Известные люди, служившие на корабле

### Командиры
- 19.11.1862—хх.хх.1863 капитан-лейтенант Коршунов, Павел Николаевич
- 29.07.1863—12.07.1865 капитан-лейтенант В. Н. Брылкин
- 27.03.1866—22.04.1868 капитан-лейтенант Н. И. Казнаков
- 22.04.1868—08.01.1873 капитан-лейтенант граф К. Ф. Литке
- 22.01.1873—29.05.1874[6] капитан-лейтенант, капитан 2-го ранга  Батурин, Владимир Дмитриевич
- ??.??.1874—??.??.1875 без командира
- ??.??.1875—10.03.1879 капитан 1-го ранга П. А. Курош

### Старшие офицеры
- ??.??.1869—??.??.1871 лейтенант К. П. Миллер

### Другие должности
- 15.04.1875—??.??.187? ревизор мичман И. М. Зацарённый
- ??.??.1869—??.??.1871 вахтенный начальник лейтенант Е. И. Алексеев (с 22.01.1871 флаг-офицер начальника отряда судов в средиземных и греческих водах контр-адмирала А. И. Бутакова)

### Проходили морское обучение / практику
- ??.??.1869—??.??.1971 гардемарин О. Л. Радлов